# Whom Gods Destroy
Whom Gods Destroy — американський супергурт, створений у 2023 році.
Музика гурту Whom Gods Destroy була класифікована як прогресивний метал.
Супергурт сформували колишні учасники супергурту Sons of Apollo:
- Дерек Шерініан (Derek Sherinian) — клавішні,
- Рон «Бамблфут» Тал (Ron «Bumblefoot» Thal) — гітара,
- Діно Джелусік (Dino Jelusick) — вокал,
- Яс Номура (Yas Nomura) — бас-гітара,
- Бруно Вальверде (Bruno Valverde) — барабани, колишній учасник гурту Angra.

Шерініан і Тал почали писати музику разом у 2020 році, але проєкт Whom Gods Destroy було офіційно створено лише після того, як у 2023 році розпався супергурт Sons of Apollo.
Про створення гурту було оголошено у Facebook 21 листопада 2023 року. 26 листопада оголошено привітання з нагоди приєднання до гурту Діно Джелусіка. 3 грудня оголошено привітання з нагоди приєднання до гурту Яса Номури. 6 грудня оголошено привітання з нагоди приєднання до гурту останнього учасника, Бруно Вальверде.
12 грудня гурт підписав контракт з німецьким прог-лейблом InsideOut Music.
Їхній дебютний альбом Insanium вийшов 15 березня 2024 року. Перший сингл з альбому, «In The Name Of War», був випущений 12 січня 2024 року разом із супровідним відео, знятим Вісенте Кордеро (Vicente Cordero) з Industrialism Films. Їхнім другим синглом став «Over Again», який вийшов 7 лютого 2024 року. Згодом вийшов третій сингл, «Crawl».

## Учасники гурту

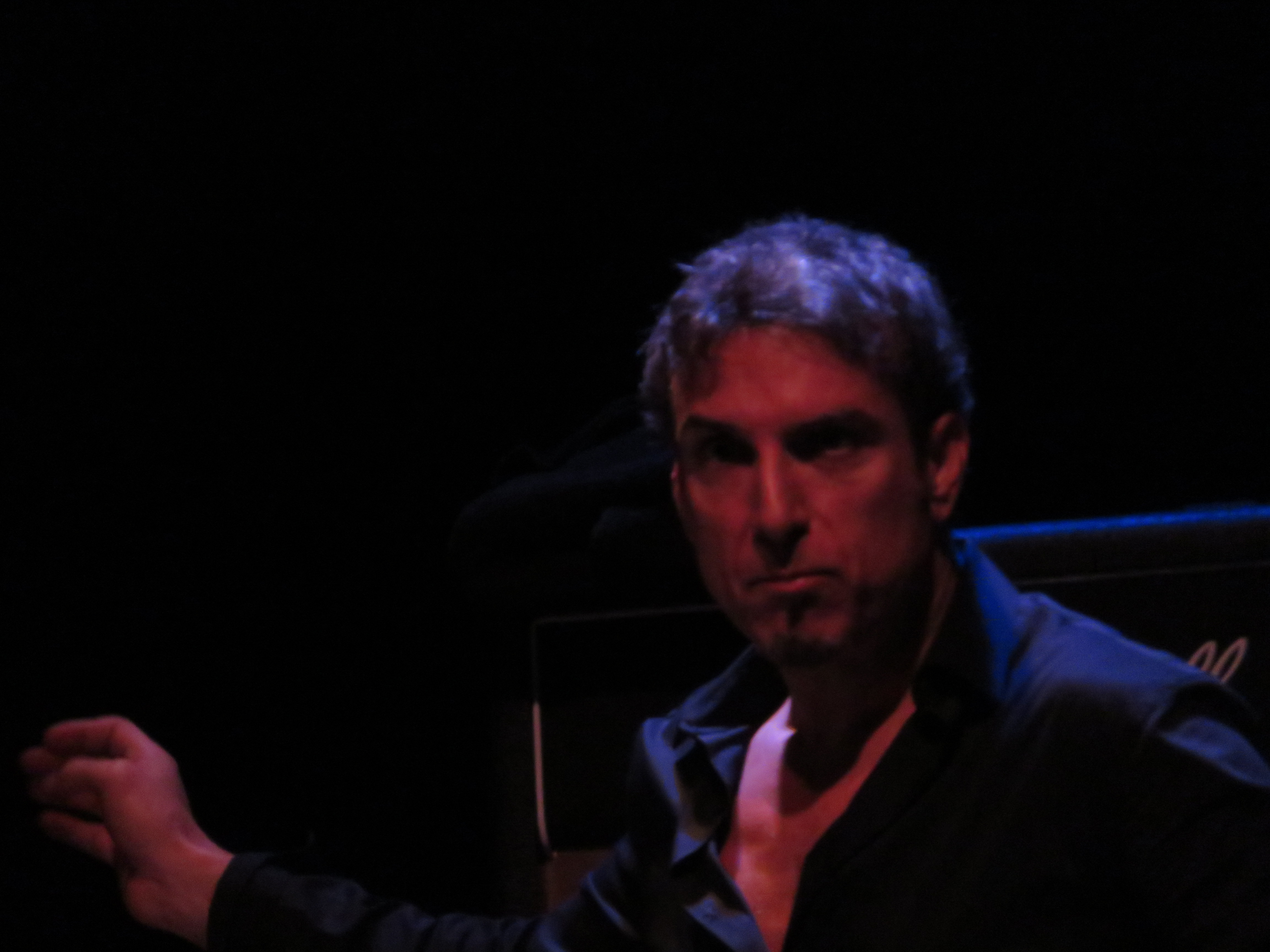
Шерініан
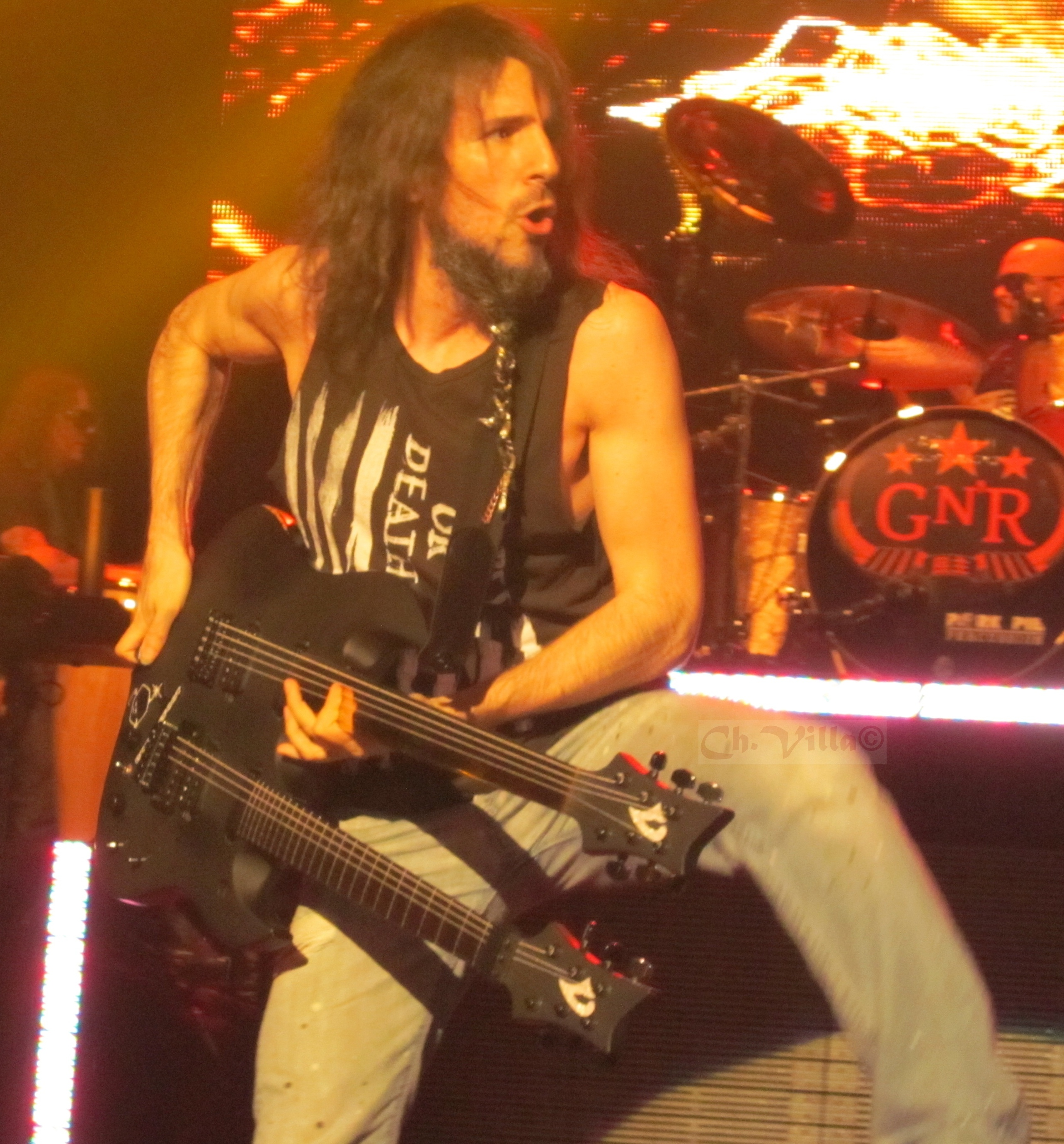
Тал
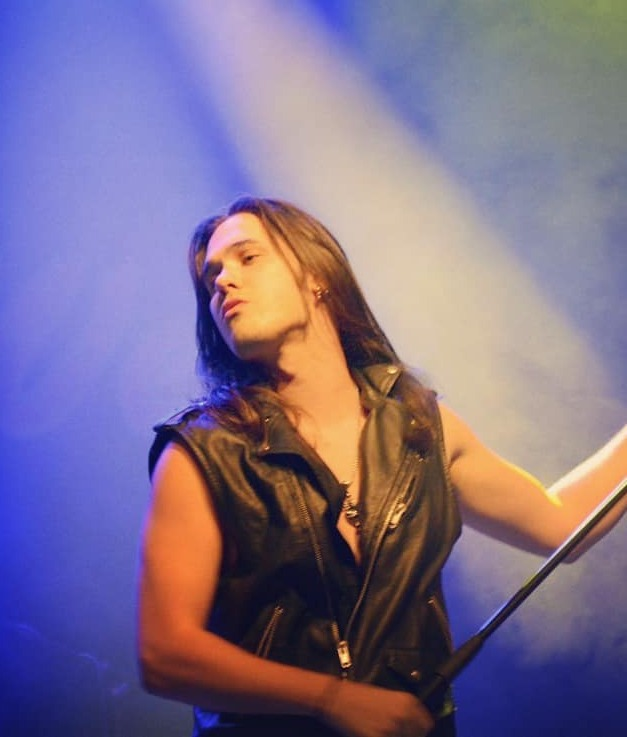
Джелусік
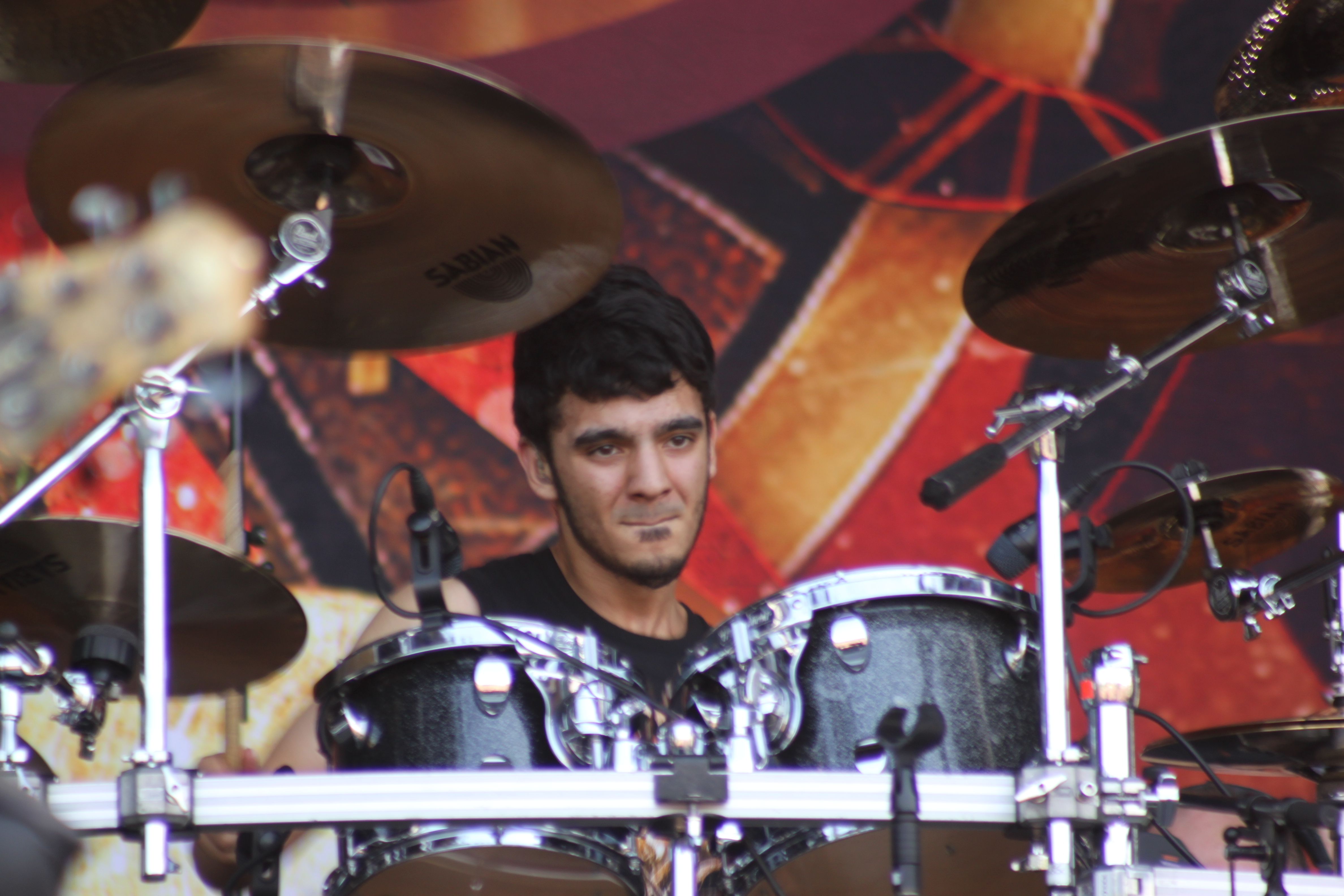
Вальверде

- Дерек Шерініан (Derek Sherinian) — клавішні, орган Hammond B3[9]
- Рон «Бамблфут» Тал (Ron «Bumblefoot» Thal) — гітари
- Діно Джелусік (Dino Jelusick) — вокал
- Ясь Номура (Yas Nomura) — бас
- Бруно Вальверде (Bruno Valverde) — ударні

## Дискографія
Студійні альбоми
- Insanium (2024)

Сингли
- «In the Name of War» (2024)
- «Over Again» (2024)
- «Crawl» (2024)